# Colonia Buenavista, delstaten Mexiko
Colonia Buenavista är en ort i Mexiko.   Den ligger i kommunen Lerma och delstaten Mexiko, i den sydöstra delen av landet, 30 km väster om huvudstaden Mexico City. Colonia Buenavista ligger 2 775 meter över havet och antalet invånare är 293.
Terrängen runt Colonia Buenavista är kuperad åt nordost, men åt sydväst är den platt. Terrängen runt Colonia Buenavista sluttar brant västerut. Runt Colonia Buenavista är det tätbefolkat, med 570 invånare per kvadratkilometer. Närmaste större samhälle är Cuajimalpa, 16,5 km öster om Colonia Buenavista. I omgivningarna runt Colonia Buenavista växer huvudsakligen savannskog.